# 49296 Lucdettwiller
49296 Lucdettwiller è un asteroide della fascia principale. Scoperto nel 1998, presenta un'orbita caratterizzata da un semiasse maggiore pari a 2,625010 UA e da un'eccentricità di 0,112860, inclinata di 11,824037° rispetto all'eclittica.